# Supercoppa italiana 2020 (pallamano maschile)
La Supercoppa italiana 2020 è la 14ª edizione del torneo di pallamano riservato alle squadre vincitrici, l'anno precedente, della Serie A e della Coppa Italia.
A causa della pandemia di COVID-19 che ha fatto concludere in anticipo il campionato, la Serie A non ha avuto un vincitore. 
È stato deciso dunque di far partecipare alla Supercoppa la squadra classificatasi al primo posto al momento della sospensione, come squadra vincente del campionato.
La squadra del SSV Bozen Loacker ha vinto la Coppa Italia ed è dunque qualificata d'ufficio.
Essa è organizzata dalla FIGH, la federazione italiana di pallamano.

## Partecipanti
| Squadre    | Qualificazione                   | Partecipazioni precedenti (il grassetto indica la vittoria) |
| ---------- | -------------------------------- | ----------------------------------------------------------- |
| Conversano | Primo classificato in campionato | 3 (2006, 2009, 2011)                                        |
| Bozen      | Vincitore della Coppa Italia     | 5 (2012, 2015, 2016, 2017, 2019)                            |

## Tabellino
| Arbitro: | Cosenza-Schiavone |

|                                                                                     |           |                                                                          |
| Radovčić 7 Hamzić 6 Degiorgio 5 Nelson 5 Rossetto 5 Giannoccaro 3 Lupo 2 Sciorsci 1 | Marcatori | Turković 9 Greganić 7 Šporčić 7 Udovičić 3 Venturi 3 Sonnerer 2 Marino 1 |